# 제33회 대종상
제33회 대종상의 시상식에 관한 내용이다.

## 수상 및 후보

### 최우수작품상
- 영원한 제국 - 대림영상 수상
- 태백산맥
- 손톱
- 헐리우드 키드의 생애
- 세상 밖으로

### 감독상
- 영원한 제국 - 박종원 수상
- 말미잘 - 유현목
- 세상 밖으로 - 여균동
- 손톱 - 김성홍
- 태백산맥 - 임권택
- 헐리우드 키드의 생애 - 정지영

### 시나리오상
- 장미빛 인생 - 육상효 수상
- 대행업 - 김현석 수상

### 남우주연상
- 태백산맥 - 김갑수 수상
- 너에게 나를 보낸다 - 문성근
- 마누라 죽이기 - 박중훈
- 세상 밖으로 - 이경영
- 영원한 제국 - 안성기

### 여우주연상
- 마누라 죽이기 - 최진실 수상
- 너에게 나를 보낸다 - 정선경
- 세상 밖으로 - 심혜진
- 손톱 - 진희경
- 장미빛 인생 - 최명길

### 남우조연상
- 영원한 제국 - 최종원 수상

### 여우조연상
- 태백산맥 - 정경순 수상

### 신인남자배우상
- 젊은 남자 - 이정재 수상

### 신인여자배우상
- 너에게 나를 보낸다 - 정선경 수상
- 손톱 - 진희경 수상

### 신인감독상
- 세상 밖으로 - 여균동 수상
- 장미빛 인생 - 김홍준
- 구미호 - 박헌수

### 촬영상
- 영원한 제국 - 전조명 수상

### 편집상
- 영원한 제국 - 이경자 수상

### 조명상
- 영원한 제국 - 박현원 수상

### 음악상
- 태백산맥 - 김수철 수상

### 미술상
- 영원한 제국 - 미술팀 수상

### 신인각본상
- 코르셋 - 최문희 수상

### 기획상
- 헐리우드 키드의 생애 - 안동규 수상

### 음향기술상
- 영원한 제국 - 이승철·강대성 수상

### 신인기술상
- 손톱 - 박곡지 수상

### 심사위원 특별상
- 태백산맥 - 태흥영화 수상

### 각색상
- 너에게 나를 보낸다 - 장선우 외 1 수상

### 특별상
- 김광운 수상
- 채훈 수상

### 기타
- 말미잘 - 유현목 수상
- 만무방 - 엄종선 수상